# Платинатитан
Пла̀тинатита́н — бинарное неорганическое соединение, интерметаллид платины и титана с формулой TiPt, кристаллы.

## Получение
- Сплавление стехиометрических количеств чистых веществ:

{\displaystyle {\mathsf {Pt+Ti\ {\xrightarrow {1830^{o}C}}\ TiPt}}}

## Физические свойства
Платинатитан образует кристаллы кубической сингонии, пространственная группа P m3m, параметры ячейки a = 0,3172 нм, Z = 1, структура типа хлорида цезия CsCl. При температуре 998÷1055°С (в зависимости от состава) происходит переход в фазу ромбической сингонии, пространственная группа P mma, параметры ячейки a = 0,4592 нм, b = 0,2761 нм, c = 0,4838 нм, Z = 2, структура типа кадмийзолота AuCd.
Соединение конгруэнтно плавится при температуре 1830 °C и имеет широкую область гомогенности 45÷52,5 ат.% платины.